# 李青山 (药学家)
李青山（1965年4月—），男，汉族，湖南衡阳人，中华人民共和国药学家。政治人物，现任山西省政协副主席、九三学社山西省委员会主任委员、九三学社中央委员会委员、山西中医药大学校长。

## 生平
李青山1981年9月进入衡阳师范专科学校化学系读书，1984年7月大专毕业后在湖南衡阳建湘柴油机厂中学担任教师。1987年9月，他进入山西大学化学系攻读硕士研究生。1990年7月，他硕士毕业，赴山西医科大学基础部任教。1993年9月，他到南京大学化学系攻读博士学位。
1996年9月，李青山博士毕业并回到山西医科大学药学系，历任讲师，研究室主任。1996年9月，他升任山西医科大学药学系系副主任，并担任教授、硕士生导师。期间，他在1998年7月至1998年11月赴意大利访学，在CNR罗马化学研究所任客座教授。1998年11月，李青山升任山西医科大学药学系系副主任。1999年11月，李青山成为山西医科大学药学院首任院长。
2000年7月，他离开山西医科大学，在葡萄牙里斯本高技术学院出任博士后研究员，兼为博士生导师。
2001年6月，李青山归国，再次出任山西医科大学药学院院长，兼为教授、博导。2003年3月至2010年6月间，他作为药学院院长兼任山西医科大学校长助理。期间，2004年10月至2004年12月中共山西省委组织部选派李青山等人作为首批中青年管理干部培训班学员，赴德国学习。2013年6月，他不再担任山西医科大学药学院院长，改任山西省教育厅副厅长。2016年10月，他改任山西中医药大学校长。
李青山1998年8月入九三学社，曾任九三学社山西省委员会第七届常务委员，第八届、第九届九三学社山西省副主委，九三学社第十三届中央委员会委员。2017年7月，九三学社山西省委十届一次全委会选举李青山为九三学社山西省第十届委员会主任委员。2018年1月29日，李青山当选山西省政协副主席。
此外，李青山曾任全国青联九届委员会委员，山西省政协第八、九届委员会委员，太原市政协第九届委员会常务委员，第十二届山西省人民代表大会常务委员会委员、第十一届全国人民代表大会山西地区代表。

## 社会兼职
李青山的学术兼职包括中国药学会常务理事、全国高等医药院校药学类规划教材编辑委员会常委、全国高等医学教育学会药学教育研究会理事，国家科技进步奖、国家863计划及国家自然科学基金评审专家，山西省食品药品专家委员会副主任委员、山西省医药行业协会副会长、山西省药学会常务理事兼学术委员会主任、山西省化学会常务理事。他是享受国务院特殊津贴专家，入选新世纪百千万人才工程国家级人选。